# Game show

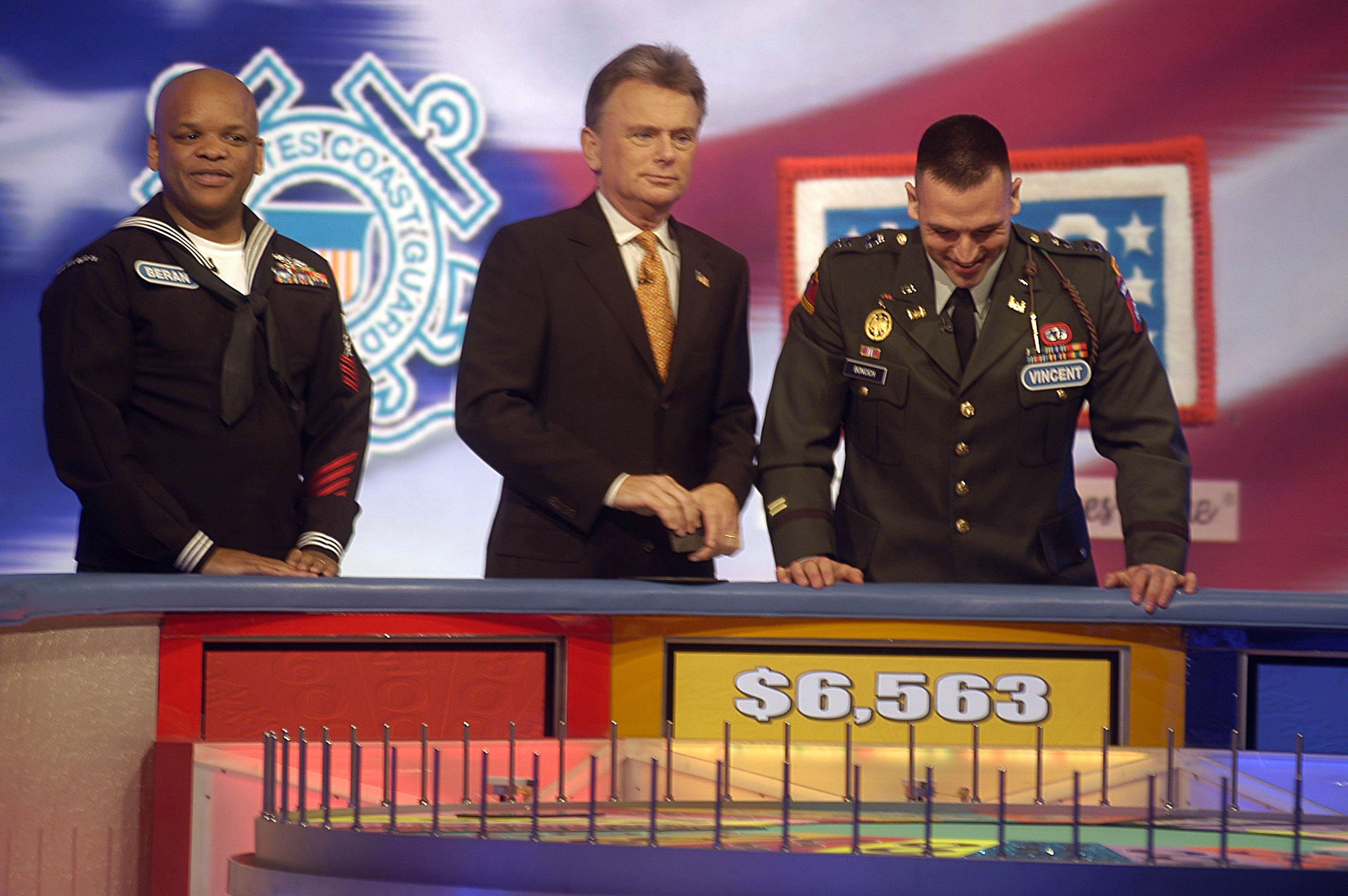
Un momento di Wheel of Fortune Navy, edizione speciale USA del game show La ruota della fortuna dedicata a membri della Marina statunitense

Il game show, traducibile letteralmente come "spettacolo di giochi", è un genere di programmi televisivi, radiofonici o diffusi via web in cui degli sfidanti, singolarmente o in squadre, devono superare delle prove per conseguire un premio. In lingua italiana è chiamato generalmente anche gioco a premi o (nel caso di programmi TV) gioco televisivo. Tali programmi possono ricadere anche in altri generi, come il varietà o il reality show. Quando basati su quiz, sono spesso detti telequiz.
I partecipanti possono essere persone comuni o anche celebrità (in quest'ultimo caso si parla di panel show), mentre il premio può assumere forme di varia natura, da una quantità di denaro a un viaggio pagato, o altri tipi di beni o servizi eventualmente forniti da uno sponsor, costituendo nel caso pubblicità indiretta.

## Storia

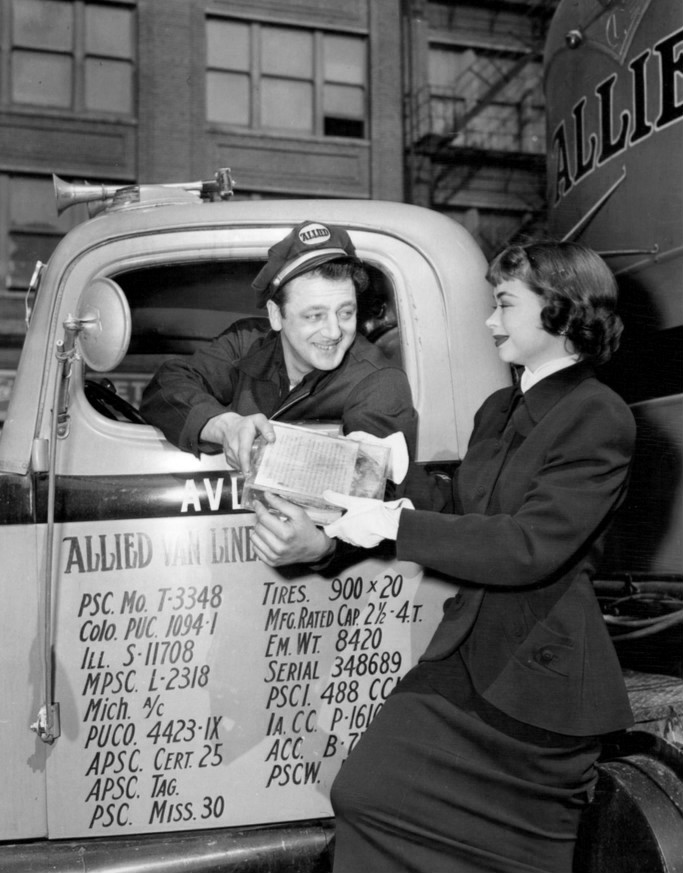
L'attrice Buff Cobb in uno stunt per il programma radiofonico Truth or Consequences

Il primo game show è considerato Spelling Bee, trasmesso nell'area londinese da Alexandra Palace nel 1938 via radio e televisione dalla BBC; si tratta di una gara di spelling. Negli Stati Uniti, nel 1940, la NBC trasmette per la prima volta Truth or Consequences. Dal 1º luglio 1941 il programma va in onda anche come trasmissione televisiva sperimentale sempre sulla NBC (la cui stazione televisiva di punta è la WNBT di New York), diventando così il primo game show trasmesso da una televisione commerciale. Nel 1950 inizia ad andare in onda regolarmente sulla CBS prima di approdare sulla NBC. 
In particolare negli Stati Uniti, il genere inizia a spopolare durante gli anni cinquanta, assumendo prevalentemente la forma di telequiz (o quiz show) che mettono alla prova la preparazione culturale dei concorrenti e sono contraddistinti da premi sempre più elevati. Particolare risonanza ha nel 1955 la vincita della signora Joyce Brothers a The $64,000 Question, la prima trasmissione televisiva che mette in palio una così consistente quantità di denaro (64 000 dollari). Nel 1959 viene tuttavia svelato come molti di questi telequiz, The $64,000 Question compreso, sono spesso truccati almeno in qualche misura. Lo scandalo, ritratto nel film Quiz Show degli anni novanta, porta il Congresso ad emendare la legislazione sulle trasmissioni radiotelevisive nel 1960, vietando espressamente di condizionare l'esito di questi spettacoli, intervento che causa nell'immediato la cancellazione di diversi programmi esistenti e quindi una loro drastica riduzione nei palinsesti delle emittenti statunitensi.
Negli anni sessanta, in particolare nel Regno Unito, iniziano ad affermarsi i panel show, contraddistinti da un "panel" di celebrità a mettere alla prova i concorrenti o partecipare loro stessi al gioco come sfidanti, spesso dando loro l'occasione di esibire le loro qualità artistiche. Questi programmi vedono un'importanza ridotta della competizione, che a volte assume una struttura molto semplificata, concentrandosi di più sulle performance di noti attori comici; l'unione di game show e commedia ha un forte gradimento nel pubblico, e considerati i bassi costi di produzione richiesti rende i programmi molti redditizi per le emittenti. Tra i programmi più noti del periodo: Have I Got News for You, Would I Lie to You?, Mock the Week, QI e 8 Out of 10 Cats.
Negli Stati Uniti intanto nascono altri programmi come Jeopardy! e Let's Make a Deal, che avranno un successo abbastanza discreto, mentre negli anni settanta vedono la luce Family Feud, Wheel of Fortune e The New Price Is Right (revival di The Price Is Right, molto popolare negli anni cinquanta). Anche se molti di questi programmi dureranno a lungo, il genere nei decenni successivi andrà calando di popolarità, arrivando al punto più basso a metà degli anni novanta, quando The Price Is Right risulterà essere l'unico game show in onda nella programmazione statunitense del daytime. Nuovo impulso al genere viene dato nel 1998 dalla nascita del quiz inglese Who Wants to Be a Millionaire?, che registrerà un grande successo a livello internazionale e farà da apripista a una serie di programmi contraddistinti da premi di alto valore (Winning Lines, The Chair, Greed, Shafted) e reality show che vedono concorrenti contendersi una consistente quantità di denaro (Survivor, Big Brother).

### In Italia
Il primo quiz radiofonico italiano è considerato Botta e risposta di Silvio Gigli del 1944: il prescelto tra i presenti, per alzata di mano, vinceva qualche cofanetto dei prodotti reclamizzati. Seguirà nel 1954 il gioco musicale Il motivo in maschera di Mike Bongiorno. Anche il varietà radiofonico Rosso e nero (1951-1957) conteneva al suo interno un quiz fra il pubblico. I premi di questi giochi erano offerti dalle aziende che finanziavano i programmi.
In Italia, alcuni telequiz d'importazione americana sono strettamente legati alla nascita e diffusione della televisione nella penisola; negli anni Cinquanta guadagnano grande popolarità Lascia o raddoppia? (una derivazione di The $64,000 Question) e Il Musichiere (ispirato a Name That Tune, un format della NBC). Altri quiz erano di origine francese, come Ventimila al secondo e Telematch (ricalcato su Vous êtes formidable). Lascia o raddoppia?, in particolare, ebbe un tale successo che dovette essere spostato dal sabato al giovedì sera, su richiesta dei gestori dei locali pubblici che avevano visto assottigliarsi gli incassi, proprio per la serata considerata più lucrativa della settimana; il programma veniva inoltre proiettato nelle sale cinematografiche e teatrali prima dell'inizio dello spettacolo e persino in Parlamento durante le sedute notturne. 
Da allora il giovedì è rimasto per tre decenni il giorno dei quiz in prima serata nei palinsesti italiani, in particolare di quelli condotti da Mike Bongiorno, che dopo il successo di Lascia o raddoppia? presentò vari altri quiz del giovedì sera, sempre con successo, come  Rischiatutto (1970), Scommettiamo? (1976), Flash (1980) e Superflash (1982).
Tra i primi quiz musicali alla radio si ricordano Ferma la musica! (1967-'70) di Bongiorno; Caccia alla voce (1968-'70) di Pippo Baudo; Le piace il classico? (1968-'69), prima presentato da Enza Sampò poi da Enrico Simonetti, era una sorta di tombola con numeri di musica lirica e sinfonica. Ma il radioquiz più longevo è  Il gambero, in onda per vari cicli su Rai Radio 2 a partire dal 1966 fino al 2000.